# 李明亮
李明亮（1936年6月26日—），臺南市歸仁區人，台灣生化學家。主攻生化學、小兒科、遺傳學。曾在美國擔任醫學院主任、醫生，回國後，受邀擔任慈濟大學創校校長（1993年2月－2000年5月），以及優生保健中心主任。2000年至2002年出任衛生署長

## 經歷
父親為台糖高雄大崗山糖廠廠長，家中共有五位兄弟姐妹，畢業於國立臺南第一高級中學初中部，後保送國立臺南第一高級中學高中部，畢業後又保送國立台灣大學醫學院醫學系。1962年畢業後至美國杜克大學（Duke University）完成小兒科住院醫師的訓練，之後取得美國邁阿密大學生化學及分子生物學哲學博士學位，並在1969~1971年間拿到Helen Hay Whitrey研究獎學金。李明亮的夫人廖雅慧畢業於台大外文系，並在美國邁阿密大學拿到英國文學碩士學位，擔任證嚴法師的外賓即席翻譯並任教於慈濟大學。 
陳水扁於2000年就任中華民國總統之後，李明亮被邀入閣，擔任衛生署長。其任內推動全民健康保險重大措施，包括健保總額支付制度、健保IC卡、健保法修法、健保費率和部份負擔調整。
2009年出書《走過SARS》，大公開抗煞內幕，中央與地方之對立狀態。現回任慈濟大學榮譽校長暨人類遺傳學研究所教授。

## 集郵
李明亮旅美期間，偶然發現一張台灣民主國的郵票，但接受國內教育時並不知道這段歷史，深感不滿，決定尋找這段被台灣人遺失的歷史記憶。1995年，在跑遍大英博物館外交文獻館、哈佛大學燕京圖書館、普林斯頓大學圖書館等地後，也是台灣民主國獨立的一百週年，出版了一冊《台灣民主國郵史及郵票》，並連拿台灣郵展、亞洲郵展金牌獎，2001年榮獲十年一次的英國郵展金牌獎。

## 學經歷
- 英國劍橋大學MRC分子生物研究所博士後研究員
- 美國新澤西州立醫科大學（英语：Robert Wood Johnson Medical School）小兒科副教授、教授
- 美國新澤西州立醫科大學榮譽教授
- 美國新澤西州立醫科大學遺傳醫學科主任
- 慈濟醫院優生保健中心主任
- 慈濟大學創校校長
- 行政院衛生署署長
- 行政院SARS防治及紓困委員會副召集人
- 財團法人國家衛生研究院衛生政策研發中心主任、特聘研究員
- 財團法人歐巴尼紀念基金會董事長
- 國立台灣海洋大學卓越大師講座
- 國光生技董事長
- 社團法人台灣健康服務協會理事長

## 荣誉

### 中华民国勋章奖章
- 一等景星勋章（2003年9月25日于台北总统府颁授[2]）

## 書籍
- 《臺灣民主國郵史及郵票》，1995年，獨虎出版社，ISBN 957-97126-9-7
- 《輕舟已過萬重山：四分之三世紀的生命及思想》，2013年，心靈工坊出版，ISBN 978-986-611-285-0
- 《臺灣老虎郵：百年前臺灣民主國發行郵票的故事》，2018年，蔚藍文化出版，ISBN 978-986-965-693-1

## 軼事
一位教授因猛爆性肝炎需接受換肝治療，找上柯文哲幫忙，教授的親屬願意捐肝，但柯以教授親屬非三等親，不在法律允許的捐贈者範圍內拒絕。家屬心急找上當時的立委謝啟大及衛生署長李明亮關切。